# ضخم (فلم)
ضخم (بالإنجليزية: Gigantic) هو فيلم كوميدي مستقل أمريكي 2008 من إخراج مات أسيلتون وكتابة أسيلتون وآدم ناجاتا.
الفيلم يروي قصة بائع فراش يدعى براين، الذي يقرر تبني طفل من الصين، لكن حياته تصبح أكثر تعقيداً عندما يكون علاقة مع هارييت، وهي فتاة ثرية ملتوية.

## بطولة
- بول دانو
- زوي ديشانيل
- إد أسنر

## روابط خارجية
- مقالات تستعمل روابط فنية بلا صلة مع ويكي بيانات